# HMS Royal Alfred (1864)
Le HMS Royal Alfred était l'un des trois navires (les autres étant le HMS Zealous (1864) et le HMS Repulse (1868)) formant le deuxième groupe de cuirassés à vapeur en bois sélectionnés en 1860 pour être convertis en cuirassés de type navire à batterie centrale. Cela a été fait en réponse à la menace perçue pour la Grande-Bretagne offerte par le grand programme français de l'empereur Napoléon III de construction à toute épreuve.

## Conception et description
Le Board of Admiralty sélectionna sept navires de guerre de second rang en bois à deux ponts actuellement en construction pour les convertir en navires de guerre blindés. Les quatre premiers, qui ont été convertis à toute vitesse, ont été achevés en tant que HMS Royal Oak et les navires de classe Prince Consort, HMS Prince Consort, HMS Caledonia et HMS Ocean.
Les trois derniers ont été intentionnellement retardés jusqu'à ce que l'évaluation puisse être faite des quatre premiers, et à la suite de cette évaluation, le Royal Alfred , le Zealous et le Repulse ont été achevés sur des lignes différentes des navires précédents, et, en fait, les uns des autres.
Dans les années 1860, des changements rapides se produisaient dans la technologie de la production d'armement et les calibres augmentaient d'environ un pouce par an. Il était donc tout à fait possible qu'un navire conçu pour transporter un armement spécifique soit déjà surclassé à son achèvement par d'autres navires déjà en stock, au pays ou à l'étranger, conçus pour la prochaine génération de canons. Comme un cuirassé prenait normalement pas moins de trois ans pour passer de la pose au lancement, et comme à cette époque les conceptions des canons des navires de guerre étaient améliorées environ chaque année, c'était un problème réel et sérieux. Dans cet esprit, l'achèvement de Royal Alfred a été retardé jusqu'à ce qu'un canon lourd approprié devienne disponible. Son armement était placé au milieu du navire dans une batterie en casemate, une enceinte blindée sur les quatre côtés, les canons étant placés aussi près que possible les uns des autres tout en permettant leur fonctionnement efficace. Des canons plus légers ont été placés à l'extérieur de la batterie centrale, près de la proue et de la poupe, pour fournir des tirs avant et arrière comme pièce de chasse. Contrairement à de nombreux navires de guerre victoriens, il a transporté les mêmes munitions tout au long de sa carrière active. C'était le dernier cuirassé à coque en bois à être construit à Portsmouth.

## Historique
Le navire a été commandé en janvier 1867 comme navire amiral sur la station nord-américaine; il est arrivé à Halifax, en Nouvelle-Écosse, après avoir traversé un important coup de vent dans l'Atlantique Nord, avec une seule journée d'approvisionnement en charbon dans ses soutes. Il est resté sur cette station pendant six ans, se déplaçant entre la Nouvelle-Écosse et les Antilles, interrompue seulement par une courte relève du HMS Defence pour l'amarrage. Le 21 mars 1872, il s'est échoué dans le Vieux canal de Bahama. Les réparations coûtent 952 £ et deux de ses officiers ont été réprimandés lors de la cour martiale qui a suivi. Revenu en janvier 1874, le navire est mis en réserve de Portland jusqu'à l'année suivante. Une étude technique a découvert que ses chaudières étaient tellement corrodées qu'il pouvait atteindre une pression de vapeur permettant qu'une vitesse de 7,5 nœuds (13,9 km/h). Le navire a été immédiatement immobilisé jusqu'à sa vente en 1885 à Henry Castle & Sons.